# Zibbz
Zibbz — швейцарский дуэт, созданный в 2008 году братом и сестрой Стефаном и Корин Гфеллерами. Коллектив был выбран представителем Швейцарии на песенном конкурсе Евровидение-2018 в Лиссабоне с песней «Stones».

## История
Дуэт Zibbz был основан в 2008 году Коринн «Коко» Гфеллер (вокал) и её родным братом Стефаном «Сти» Гфеллером (ударные, клавишные). Название «zibbz» является модификацией английского слова «siblings» (братья и сестры, дети одних родителей). С 2011 года свою музыкальную карьеру они развивают в Лос-Анджелесе, о чем даже выходило шоу на швейцарском телевидении.